# 다테가하나역
다테가하나역(일본어: 立ケ花駅)은 일본 나가노현 나가노시에 위치한 동일본 여객철도 이야마 선의 철도역이다. 단선 승강장 1면 1선의 구조를 갖춘 지상역이다.

## 이용 현황
| 승차 인원 추이 | 승차 인원 추이 |
| 연도           | 1일 평균       |
| -------------- | -------------- |
| 2009           | 187            |
| 2010           | 164            |
| 2011           | 143            |

## 역 주변
- 국도 제117호선
- 지쿠마강

## 역사
- 1958년 8월 8일 : 국철에 의해 개업.
- 1987년 4월 1일 : 일본국유철도 분할 민영화에 의해, 동일본 여객철도가 승계.
- 1995년
  - 7월 12일 : 집중 호우에 의해, 이야마 선 전 노선이 운행 중단됨.
  - 7월 18일 : 이야마 선 전 노선에서 운행이 재개됨.

## 인접 역
| 동일본 여객철도 이야마 선         | 동일본 여객철도 이야마 선 | 동일본 여객철도 이야마 선      |
| --------------------------------- | ------------------------- | ------------------------------ |
| 시나노아사노 나가노 · 도요노 방면 | ■ 이야마 선               | 가미이마이 에치고카와구치 방면 |